# James M. Cook

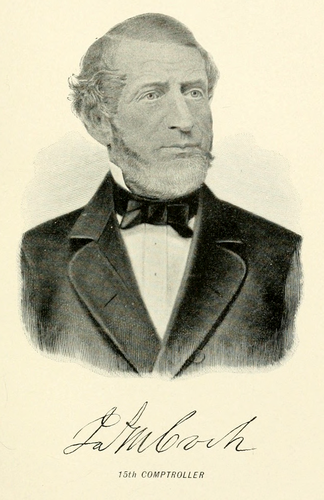
James M. Cook

James Merrill Cook (* 19. November 1807 in Ballston, New York; † 12. April 1868 in Saratoga, New York) war ein US-amerikanischer Geschäftsmann, Bankier und Politiker. Er war 1852 Treasurer of State von New York und von 1854 bis 1855 New York State Comptroller.

## Werdegang
Seine Kindheit war vom Britisch-Amerikanischen Krieg überschattet. Über die Jugendjahre von James Merrill Cook ist nichts weiter bekannt. Von 1838 bis 1856 war er der erste Präsident der Ballston Spa Bank (später Ballston Spa National Bank). Ferner besaß er mehrere Baumwollspinnereien in Ballston Spa (Saratoga County). Diese Jahre waren von der Wirtschaftskrise von 1837 und dem folgenden Mexikanisch-Amerikanischen Krieg überschattet. Cook war 1842, 1843 und 1845 Präsident der Village von Ballston Spa. 1846 nahm er als Delegierter an der Verfassunggebenden Versammlung von New York teil. Er saß von 1848 bis 1851 für den 13. Bezirk im Senat von New York. Im November 1851 wurde er als Whig zum Treasurer of State von New York gewählt. Dabei besiegte er seinen demokratischen Herausforderer Benjamin Welch junior mit 200.693 zu 200.465 Stimmen. Cook nahm seinen Posten am 1. Januar 1852 ein. In der Folgezeit focht Welch die Wahl erfolgreich an. Am 20. November 1852 trat Welch den Posten als Treasurer of State an. Cook wurde zum New York State Comptroller gewählt, erlitt aber bei seiner Wiederwahlkandidatur 1855 eine Niederlage gegenüber dem Kandidaten der American Party Lorenzo Burrows. Cook war von 1856 bis 1861 Superintendent im New York State Banking Department. Er saß 1864 und 1865 während des Bürgerkrieges für den 15. Bezirk im Senat von New York.
Cook war mit Anna Cady verheiratet. Ihre Tochter, Catherine Phillips Cook, war mit George Sherman Batcheller verheiratet. Cook wurde auf dem Ballston Spa Village Cemetery beigesetzt.